# Hermann Greve (Politiker)
 Hermann Greve (* 26. April 1901 in Schapen; † 1. Dezember 1972 in Lingen (Ems)) war ein deutscher Politiker (Zentrum, CDU) und Abgeordneter des Niedersächsischen Landtages.

## Leben
Greve besuchte die Katholische Volksschule und von 1922 bis 1924 die landwirtschaftliche Fachschule in Freren. Von 1924 bis 1925 war er landwirtschaftlicher Eleve auf einem Artländerhof. Bis 1932 engagierte er sich in der katholischen Jugendbewegung und nahm an vielen Kursen teil. 1932 übernahm er die Bewirtschaftung des elterlichen Hofes. Ab 1939 war er Geschäftsführer der Raiffeisen-Warengenossenschaft Schapen. Von 1933 bis 1945 war er politisch nicht tätig.

## Politik
Greve war nach dem Krieg Gemeinderatsmitglied, dann erfolgte seine Wahl zum Bürgermeister und er wurde Kreistagsabgeordneter. 1952 erfolgte seine einstimmige Wahl zum Landrat des Kreises Lingen. Bei der Landtagswahl 1955 wurde er als einziger Vertreter der Zentrumspartei in den Niedersächsischen Landtag gewählt, trat aber am 7. Oktober 1957 zur CDU über und gehörte ab diesem Zeitpunkt der DP/CDU-Fraktion an. Mit Ende der Legislaturperiode schied Greve 1959 aus dem Landtag aus.